# Freda Kelly

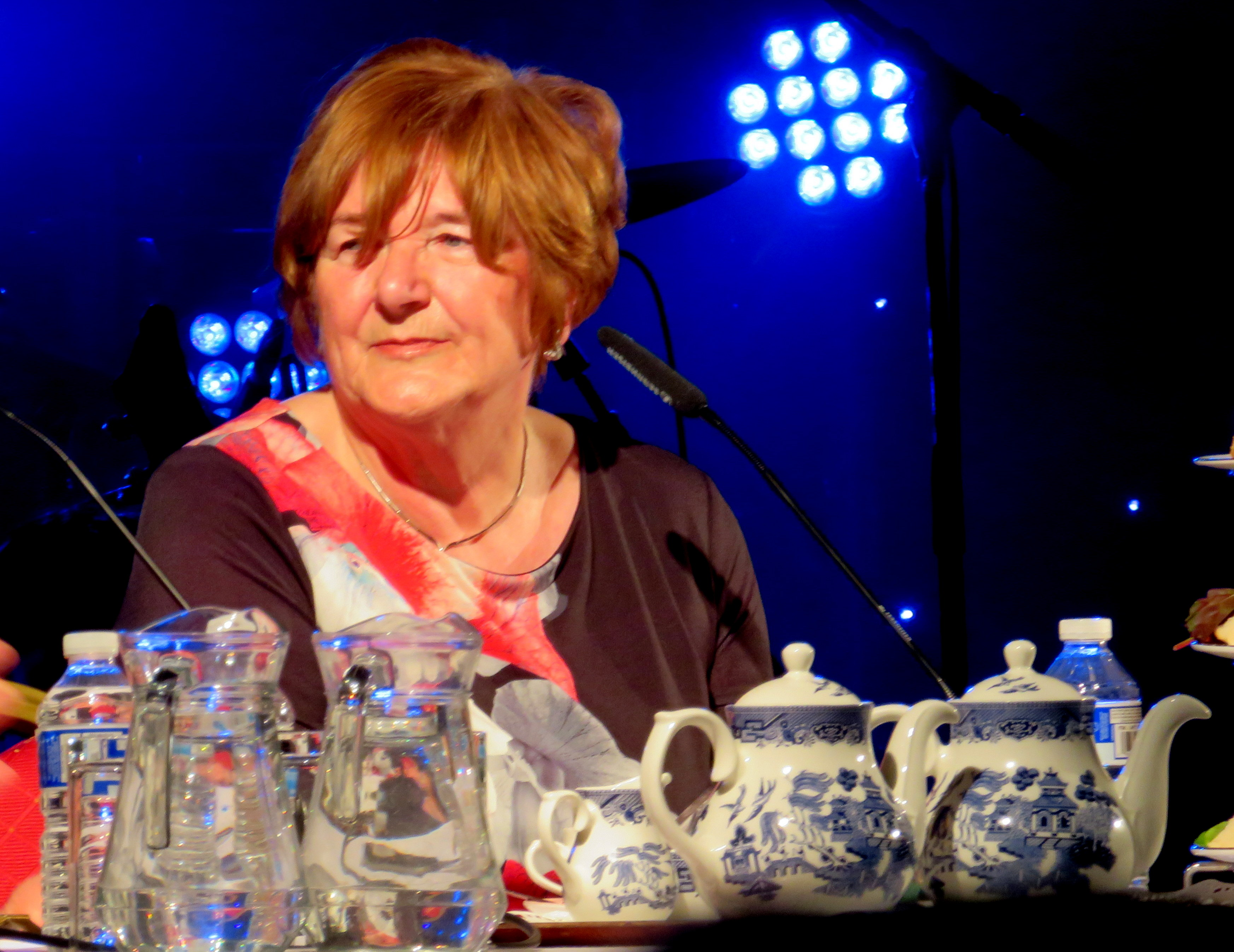
Freda Kelly, 2018

Freda Kelly (* 14. Juli 1945) war die Sekretärin und Fanclubbeauftragte der britischen Rockband The Beatles. 2013 erschien die Filmdokumentation Good Ol’ Freda, in der ihre mehr als zehnjährige Zusammenarbeit mit den Fab Four beschrieben wird.

## Geschichte
Anfang der 1960er Jahre arbeitete Freda Kelly als Schreibkraft in Liverpool. Im Cavern Club sah sie die meisten Auftritte der Beatles. Als Brian Epstein Anfang 1962 das Management der Gruppe übernahm, fragte er Kelly, ob sie als seine Sekretärin arbeiten wolle. Gegen den Rat ihres Vaters nahm sie den Job an. Zu dieser Zeit war sie 17 Jahre alt.
Ihre Hauptaufgaben waren die Bearbeitung der Fanpost und die Herausgabe eines Fanmagazins (»The Beatles Book« Monthly). Zunächst betrieb sie den Fanclub unter ihrer Privatadresse; als jedoch täglich Hunderte von Briefen eintrafen, zog der Fanclub in Kellys Büro in Epsteins Plattenladen um.
Im Jahr 1965 verlegte Epstein sein Büro nach London. Kellys Vater ließ sie nicht dorthin ziehen. Als sie daraufhin kündigen wollte, ließ Epstein sie in Liverpool weiter arbeiten – sie sollte lediglich einige Tage im Monat nach London kommen.
Nach Epsteins Tod 1967 arbeitete Kelly weiterhin für die Beatles. Sie heiratete und wurde Mutter, doch offiziell endete ihre Arbeit für die Gruppe erst 1972. Dennoch beantwortete sie weitere drei Jahre lang die Fanpost. Ihr Tagebuch aus den 1960er Jahren, für das ihr britische Zeitungen hohe Summen geboten haben, hat sie nach eigener Aussage vor Jahren verbrannt.
Zahlreiche Angebote, eine Dokumentation über ihre Zusammenarbeit mit den Beatles zu schreiben, lehnte Kelly ab. Erst auf Drängen ihrer Tochter und nach der Geburt ihres Enkels wandte sie sich an den Filmemacher Ryan White. Über die Crowdfunding-Plattform Kickstarter sammelten sie 50.000 Dollar, um einen Dokumentarfilm in Spielfilmlänge zu erstellen. Good Ol’ Freda hatte seine Uraufführung beim SXSW-Filmfestival 2013 in Austin (Texas). Der Titel stammt von der Weihnachtsschallplatte der Beatles, 1963 für ihre Fans aufgenommen: Darauf dankt George Harrison Freda Kelly für ihre Arbeit, woraufhin die anderen drei Beatles “Good Ol’ Freda” rufen. Der deutsche Titel der Dokumentation ist Im Vorzimmer der Beatles. Außerdem schildert Freda Kelly ihre Erlebnisse mit den Beatles in den Dokumentarfilmen Paul McCartney – Eine Beatles-Legende und Mensch Paul McCartney! Der ewige Beatle, die 2022 aus Anlass des 80. Geburtstags McCartneys erschienen. In beiden Filmen erzählt Kelly, dass sie die Beatles auf dem Höhepunkt der Beatlemania zum Friseur begleitete und die abgeschnittenen Haare der Popstars jeweils in mit dem Namen des jeweiligen Musikers beschriftete Briefumschläge steckte, um diese Briefe an Fanclub-Mitglieder zu verschicken.
Zuletzt arbeitete Freda Kelly als Sekretärin einer Anwaltskanzlei.